# Josefina Díaz de Artigas
Pour les articles homonymes, voir Díaz et Diaz.
Josefina Díaz González, connue sous les noms d'artiste Pepita Díaz et Josefina Díaz de Artigas, née le 22 août 1891 à Buenos Aires (Argentine) et morte le 19 décembre 1976 à Madrid (Espagne), est une actrice argentine, établie en Espagne.

## Biographie
Josefina Díaz González fonde sa propre compagnie théâtrale avec son mari, Santiago Artigas (es), et crée, entre autres, des œuvres d'Eduardo Marquina (Fruto bendito, 1927), ou de Manuel et Antonio Machado (Juan de Mañara (es), 1927), ainsi que des œuvres d'auteurs étrangers, comme Casa de Muñecas (es) (1929), d'Ibsen et Atrévete, Susana (es) (1929), de Ladislas Fodor.
Son passage au cinéma est éphémère et se réduit à quelques titres, parmi lesquels : Un bandido en la sierra (1927), d'Eusebio Fernández Ardavín, avec Santiago Artigas, Manuel Dicenta et Emilio Mesejo ; Un trono para Cristy (es) (1960), de Luis César Amadori ; La Cousine Angélique (La prime Angélica, 1974) et Cría cuervos  (1976), tous deux de Carlos Saura. Elle meurt à Madrid en décembre 1976.

## Filmographie partielle

### Au cinéma
- 1927 : El bandido de la sierra (es)
- 1946 : Milagro de amor (es)
- 1946 : Rosa de América (es)
- 1946 : El gran amor de Bécquer (es)
- 1947 : Não Me Digas Adeus (es)
- 1974 : La Cousine Angélique (La prima Angélica)
- 1976 : Retrato de familia (es)
- 1976 : Cría cuervos